# Sarrians
Sarrians [saʁjɑ̃] est une commune française située dans le département de Vaucluse, en région Provence-Alpes-Côte d'Azur.

## Géographie

### Localisation

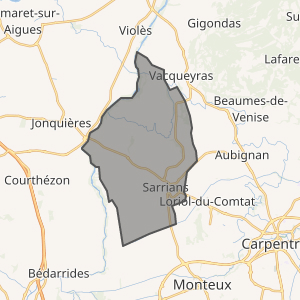
Carte de Sarrians.

Située dans le Vaucluse, Sarrians fait partie du canton de Monteux, — le bureau centralisateur étant situé à 5,73 km à vol d'oiseau — la commune fait partie de l'arrondissement de Carpentras, du bassin de vie et de l'aire urbaine d'Avignon, mais de la zone d'emploi de Carpentras. De plus, elle appartient à l'Établissement Public de Coopération Intercommunale de la CA Ventoux-Comtat-Venaissin (COVE).
La commune est dans la plaine, au sud du mont Ventoux, à l'ouest des monts de Vaucluse, à l'est du Rhône et au nord de la Durance, entre Avignon, Carpentras et Orange.

Les communes limitrophes — les distances étant mesurées à vol d'oiseau —  sont, au nord : Jonquières (6,75 km), Violès (8,76 km), Vacqueyras (6,19 km) et Beaumes-de-Venise (6,35 km), à l'ouest, Courthézon (7,06 km), à l'est, Aubignan (4,56 km), et au sud, Bédarrides (7,53 km), Monteux (5,73 km) et Loriol-du-Comtat (2,64 km).

### Relief et géologie

#### Superficie
La superficie de la commune est de 37,49 km2, son altitude varie de 26  à   118 mètres.

#### Géologie
La commune a son territoire situé dans la plaine alluvionnaire du Comtat Venaissin proche du Mont Ventoux et des Dentelles de Montmirail.
À l'ouest de Sarrians, on retrouve le massif d'Uchaux et le massif de la Cèze constitué de Crétacé supérieur. À l'est, la partie occidentale du massif de Suzette constitué de terrains triasiques, jurassiques et crétacés et entouré d'une auréole de formations oligocènes et miocènes au Sud-Ouest, et miocènes au Nord-Ouest. Finalement, au Nord-Est, le massif miocène de Saint-Roman—Rasteau dominant à l'Ouest et au Nord la vallée de l'Aygues et à l'Est celle de l'Ouvèze.
« Geologie-scan » sur Géoportail.

### Hydrographie
La commune est desservie sur 1 394 hectares par le canal de Carpentras avec un réseau de 22 km sous pression et de 102 km gravitairement.
Le territoire de Sarrians est délimité au sud par la rivière la Grande Levade et le ruisseau le Long Vallat — deux noms locaux de la Mède — ainsi que son affluent, le Brégoux que l'on retrouve avec le Seyrel au sud-est de la ville à la frontière de Loriol-du-Comtat. La frontière de Jonquières, à l'ouest de la commune, est quant à elle délimité par la rivière de l'Ouvèze. Finalement, la mayre de Payan traverse l'est de Sarrians.
Aucune station hydrométrique n’est présente sur le territoire de Sarrians. En revanche, une chronique des débits est disponible pour l’Ouvèze, à Bedarrides : elle mentionne que le débit moyen mensuel de ce cours d’eau est de 10,50 m³/s et que le débit d’étiage quinquennal est de 4,5 m³/s.

### Climat
Pour des articles plus généraux, voir Climat de Provence-Alpes-Côte d'Azur et Climat de Vaucluse.
En 2010, le climat de la commune est de type climat méditerranéen franc, selon une étude du Centre national de la recherche scientifique s'appuyant sur une série de données couvrant la période 1971-2000. En 2020, Météo-France publie une typologie des climats de la France métropolitaine dans laquelle la commune est exposée à un climat méditerranéen et est dans la région climatique Provence, Languedoc-Roussillon, caractérisée par une pluviométrie faible en été, un très bon ensoleillement (2 600 h/an), un été chaud (21,5 °C), un air très sec en été, sec en toutes saisons, des vents forts (fréquence de 40 à 50 % de vents > 5 m/s) et peu de brouillards.
Pour la période 1971-2000, la température annuelle moyenne est de 14 °C, avec une amplitude thermique annuelle de 17,8 °C. Le cumul annuel moyen de précipitations est de 698 mm, avec 5,8 jours de précipitations en janvier et 2,7 jours en juillet. Pour la période 1991-2020, la température moyenne annuelle observée sur la station météorologique de Météo-France la plus proche, « Carpentras », sur la commune de Carpentras à 7 km à vol d'oiseau, est de 14,7 °C et le cumul annuel moyen de précipitations est de 665,5 mm. 
La température maximale relevée sur cette station est de 44,3 °C, atteinte le 28 juin 2019 ; la température minimale est de −15,4 °C, atteinte le 7 janvier 1985,,.
| Mois                                  | jan.             | fév.           | mars             | avril         | mai            | juin           | jui.            | août           | sep.           | oct.            | nov.            | déc.            | année      |
| ------------------------------------- | ---------------- | -------------- | ---------------- | ------------- | -------------- | -------------- | --------------- | -------------- | -------------- | --------------- | --------------- | --------------- | ---------- |
| Température minimale moyenne (°C)     | 1                | 1,1            | 4                | 6,9           | 10,8           | 14,4           | 16,5            | 16,1           | 12,7           | 9,5             | 4,9             | 1,8             | 8,3        |
| Température moyenne (°C)              | 6,1              | 6,9            | 10,5             | 13,6          | 17,7           | 21,7           | 24,4            | 24             | 19,5           | 15,3            | 9,9             | 6,5             | 14,7       |
| Température maximale moyenne (°C)     | 11,1             | 12,8           | 17,1             | 20,4          | 24,6           | 29,1           | 32,3            | 31,9           | 26,4           | 21,1            | 15              | 11,3            | 21,1       |
| Record de froid (°C) date du record   | −15,4 07.01.1985 | −12,8 12.02.12 | −11,8 07.03.1971 | −2,9 08.04.21 | 0,1 04.05.1967 | 4,4 01.06.1965 | 7,6 17.07.00    | 6,7 26.08.1966 | 2,2 27.09.1972 | −3,1 30.10.1997 | −9 23.11.1998   | −12 16.12.01    | −15,4 1985 |
| Record de chaleur (°C) date du record | 21 10.01.15      | 23,1 24.02.20  | 28,1 21.03.1990  | 30,8 29.04.05 | 35,4 24.05.09  | 44,3 28.06.19  | 41,6 26.07.1983 | 42,2 22.08.23  | 36 04.09.16    | 31,2 08.10.23   | 24,9 03.11.1970 | 21,5 15.12.1989 | 44,3 2019  |
| Ensoleillement (h)                    | 151,4            | 173,1          | 229,6            | 243,9         | 285,1          | 328            | 363             | 326,7          | 257,2          | 190,6           | 148,6           | 138,1           | 2 835,3    |
| Précipitations (mm)                   | 46,3             | 34,2           | 41,3             | 61,1          | 55,6           | 41,7           | 25,7            | 40,6           | 98,7           | 87,6            | 90,8            | 41,9            | 665,5      |

| Diagramme climatique                                  |             |           |             |              |              |              |              |              |             |           |             |
| J                                                     | F           | M         | A           | M            | J            | J            | A            | S            | O           | N         | D           |
| 11,1146,3                                             | 12,81,134,2 | 17,1441,3 | 20,46,961,1 | 24,610,855,6 | 29,114,441,7 | 32,316,525,7 | 31,916,140,6 | 26,412,798,7 | 21,19,587,6 | 154,990,8 | 11,31,841,9 |
| Moyennes : • Temp. maxi et mini °C • Précipitation mm |             |           |             |              |              |              |              |              |             |           |             |

Les paramètres climatiques de la commune ont été estimés pour le milieu du siècle (2041-2070) selon différents scénarios d'émission de gaz à effet de serre à partir des nouvelles projections climatiques de référence DRIAS-2020. Ils sont consultables sur un site dédié publié par Météo-France en novembre 2022.

### Paysages
Le territoire de Sarrians fait partie de la plaine Comtadine, séparé de la Vallée du Rhône par d'anciennes terrasses du Rhône.
Il y a environ 20 000 ans, il s'agissait d'un territoire très marécageux, mais il a été drainé dès l’époque gallo-romaine et durant le Moyen Âge, puis irrigué. Aujourd'hui, il est traversé par de nombreux cours d'eau : l’Auzon, la Nesque, l’Ouvèze ou le Calavon au Sud et évidemment la Sorgue qui a été transformé en un réseau de 500 km de cours d'eau.
Les terres sont limoneuses et riches, donc favorables aux cultures maraîchères et aux vergers. De plus, le chemin de fer a permis le fort développement d’un paysage d’agriculture intensive grâce à l'exportation de fruits et légumes.
Sarrians, tout comme le reste de la région, est très marqué par le mistral, on y retrouve donc beaucoup de haies (principalement de cyprès) afin de protéger les cultures. De plus, le vent rend le climat peu humide ce qui sèche rapidement les vignes et favorise certaines cultures.

### Milieux naturels et biodiversité
Le réseau Natura 2000 est un réseau écologique européen de sites naturels d'intérêt écologique élaboré à partir des directives « Habitats » et « Oiseaux ». Dans les zones de ce réseau, les États membres s'engagent à maintenir dans un état de conservation favorable les types d'habitats et d'espèces concernés, par le biais de mesures réglementaires, administratives ou contractuelles. Les activités humaines ne sont pas interdites, dès lors que celles-ci ne remettent pas en cause significativement l'état de conservation favorable des habitats et des espèces concernés. Une partie du territoire communal est incluse dans le site Natura 2000 : « L'Ouvèze et le Toulourenc », d'une superficie de 1 245 ha sous l'égide du Ministère de l'écologie, de la DREAL Provence-Alpes-Côte d’Azur, et du MNHN (Service du Patrimoine Naturel).
L'Ouvèze est également classé Zone naturelle d'intérêt écologique, faunistique et floristique (ZNIEFF).

## Urbanisme

### Typologie
Au 1er janvier 2024, Sarrians est catégorisée bourg rural, selon la nouvelle grille communale de densité à sept niveaux définie par l'Insee en 2022.
Elle appartient à l'unité urbaine d'Avignon, une agglomération inter-régionale regroupant 59  communes, dont elle est une commune de la banlieue,,. Par ailleurs la commune fait partie de l'aire d'attraction de Sarrians, dont elle est la commune-centre,. Cette aire, qui regroupe 1 communes, est catégorisée dans les aires de moins de 50 000 habitants,.

### Occupation des sols
L'occupation des sols de la commune, telle qu'elle ressort de la base de données européenne d’occupation biophysique des sols Corine Land Cover (CLC), est marquée par l'importance des territoires agricoles (89,6 % en 2018), une proportion sensiblement équivalente à celle de 1990 (90,3 %). La répartition détaillée en 2018 est la suivante :
cultures permanentes (45,3 %), zones agricoles hétérogènes (36,5 %), terres arables (7,9 %), zones urbanisées (5,7 %), espaces ouverts, sans ou avec peu de végétation (1,7 %), milieux à végétation arbustive et/ou herbacée (1,5 %), zones industrielles ou commerciales et réseaux de communication (0,9 %), forêts (0,7 %). L'évolution de l’occupation des sols de la commune et de ses infrastructures peut être observée sur les différentes représentations cartographiques du territoire : la carte de Cassini (XVIIIe siècle), la carte d'état-major (1820-1866) et les cartes ou photos aériennes de l'IGN pour la période actuelle (1950 à aujourd'hui).

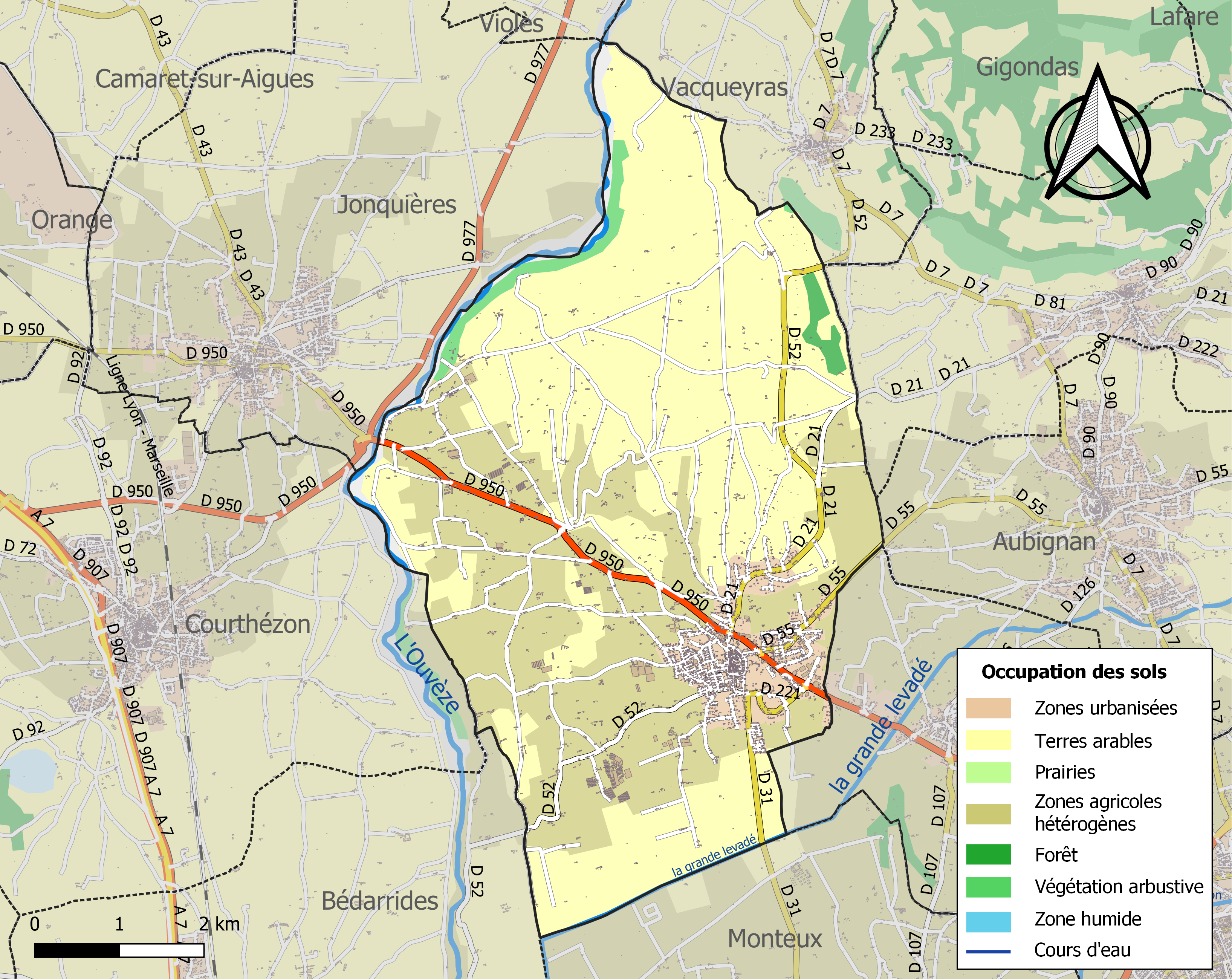
Carte des infrastructures et de l'occupation des sols de la commune en 2018 (CLC).

### Logement
En 2018, le nombre total de logements dans la commune était de 2 840, alors qu'il était de 2 229 en 1999.
Parmi ces logements, 87,2 % étaient des résidences principales, 3,6 % des résidences secondaires et 9,2 % des logements vacants. Ces logements étaient pour 80,5 % d'entre eux des maisons individuelles et pour 18,7 % des appartements.
La proportion des résidences principales, propriétés de leurs occupants était de 62,3 %, en légère baisse par rapport à 2008 (64,7 %). La part de logements HLM loués vides est de 7,5 % contre 4,3 % en 2008, soit un nombre de 185 contre 97.
Sarrians est situé en zone géographique B1, ce qui la rend éligible au dispositif Pinel.
Le tableau ci-dessous présente une comparaison de quelques indicateurs chiffrés du logement pour Sarrians, la région Provence-Alpes-Côte d'Azur et la France entière en 2018 :
|                                        | Sarrians | Provence-Alpes-Côte d'Azur | France     |
| -------------------------------------- | -------- | -------------------------- | ---------- |
| Ensemble des logements                 | 2 840    | 3 099 567                  | 36 220 594 |
| Part des résidences principales (en %) | 87,2     | 74,5                       | 82,1       |
| Part des résidences secondaires (en %) | 3,6      | 17,8                       | 9,7        |
| Part des logements vacants (en %)      | 9,2      | 7,6                        | 8,2        |
|                                        |          |                            |            |
| Part des maisons individuelles (en %)  | 80,5     | 40,0                       | 55,5       |
| Part des appartements (en %)           | 18,7     | 59,0                       | 43,4       |

### Planification de l'aménagement
La loi relative à la solidarité et au renouvellement urbains (SRU) du 13 décembre 2000 a incité fortement les communes à se regrouper au sein d'un établissement public, pour déterminer les parties d'aménagement de l'espace au sein d'un schéma de cohérence territoriale (SCoT), un document essentiel d'orientation stratégique des politiques publiques à une grande échelle. La commune a d'abord été dans le territoire du SCoT de l'arc Comtat Ventoux, approuvé le 18 juin 2013, puis une révision a eu lieu afin de créer le SCoT-2, approuvé par le comité syndical le 9 octobre 2020. Aujourd'hui, il regroupe 30 communes, soit 77 400 habitants sur une superficie de 91 600 hectares.
En matière de planification, la commune dispose également d'un plan local d'urbanisme (PLU) approuvé le 18 juillet 2017 par le Conseil Municipal.

### Voies de communications et transports

#### Voies de communications
Le bourg de Sarrians est situé à environ 15 km au sud-est d'Orange et à 8 km au nord-ouest de Carpentras par la route départementale 950. Les routes départementales 21, 31, 52, 55 et 221 passent, elles aussi, sur la commune. L'autoroute la plus proche est l'autoroute A7.
La voie de chemin de fer d'Orange à l'Isle - Fontaine-de-Vaucluse, qui passait par la gare de Sarrians, a été fermée. Elle est aujourd'hui remplacée par la Via venaissia, une véloroute qui débute sur la commune d’Orange, puis descend vers le Sud-Est en passant par les gares désaffectées de : Jonquières, Sarrians, Loriol du Comtat, puis les communes de Carpentras, Pernes-les-Fontaines, Velleron, L'Isle-sur-la-Sorgue et Robion, soit un tracé final de 60 km.

#### Transports
La commune est traversée par la ligne I du réseau Trans'Cove reliant Sarrians à Carpentras. Cette dernière est notamment utilisée pour le ramassage scolaire. La ville compte trois arrêts de bus, la place Théodore Aubanel, la Paret et la Sainte Croix.
La gare la plus proche est celle de Carpentras (terminus de la ligne I) et la gare TGV la plus proche est la gare d'Avignon TGV.

### Risques naturels et technologiques

#### Inondations
La commune est considérée territoire à risques importants d'inondation (TRI). D'après la Base de Données Historiques sur les Inondations (BDHI), deux inondations par crue pluviale ont eu lieu en 1994 dans des villes limitrophes comptant en tout plusieurs dizaines de morts ou disparus,. On peut également noter l'inondation de Vaison-La-Romaine en 1992 dans laquelle Sarrians fut très fortement touchée.
En conséquence, la ville participe au Programme d'Actions de Prévention des Inondations (PAPI) dit « PAPI Ouvèze provençale » depuis le 7 juillet 2017 et jusqu'au 24 juin 2023 et a participé au « PAPI Sud-Ouest Mont Ventoux » qui s'est terminé le 25 juillet 2019. Les PAPI ont pour objectif de promouvoir une gestion intégrée des risques d'inondation afin de réduire leurs conséquences dommageables sur la santé humaine, les biens, les activités économiques et l'environnement. Ils sont portés par des collectivités territoriales, en l'occurrence, le PAPI actuellement en place est porté par le Syndicat Mixte de L'Ouvèze Provençale (SMOP).
Le Plan de Prévention des Risques Naturels (PPRN) est un document destiné à faire connaître les risques et réduire la vulnérabilité des personnes et des biens. Il délimite des zones exposées et définit des conditions d’urbanisme et de gestion des constructions futures et existantes dans les zones à risques. Il définit aussi des mesures de prévention, de protection et de sauvegarde. Le territoire de Sarrians fait partie de l'un d'eux, le Plan de Prévention des Risques d'inondation (PPRi) Sud-Ouest du Mont Ventoux,.

#### Mouvements de terrain
La ville de Sarrians a déjà subi plusieurs mouvements de terrain. Selon le Bureau de recherches géologiques et minières (BRGM), ils sont au nombre de cinq dont trois érosions de berges le 22 novembre 1992 causées par la pluie, puis une quatrième en 2003. On compte un glissement de terrain supplémentaire non daté. Aucun de ces évènements n'a causé de victimes humaines, mais seulement des dommages sur les biens.
Cela dit, les mouvements de terrain restent assez rares, la commune n'a donc pas de plan de prévention des risques mouvements de terrain.

#### Séismes
La commune de Sarrians est considérée zone de sismicité 3, soit un risque modéré. Plusieurs tremblements de terre ont été recensés sur le territoire, le plus fort a eu lieu en 1769 avec une intensité de 5,99 sur l'échelle de Richter. Mais, le plus récent s'est produit 1909, ces évènements sont donc très occasionnels. La ville n'a donc pas mis en place de plan de prévention des risques sismiques.

#### Radons
Le radon est un gaz radioactif issu de la désintégration de l'uranium et du radium présents naturellement dans le sol et les roches. En se désintégrant, il forme des descendants solides, eux-mêmes radioactifs. Ces descendants, une fois inhalés, peuvent causer des problèmes respiratoires. L'Institut de radioprotection et de sûreté nucléaire (IRSN) classe la commune de Sarrians en potentiel radon de catégorie 2. Cette catégorie signifie que la ville est localisée sur des formations géologiques présentant des teneurs en uranium faibles, mais sur lesquelles des facteurs géologiques particuliers peuvent faciliter le transfert du radon vers les bâtiments.

#### Retrait-gonflement des argiles
Lorsque la teneur en eau augmente, le sol devient souple et son volume augmente, on parle alors de « gonflement des argiles ». À l’inverse, un déficit en eau provoquera un assèchement du sol, qui devient dur et cassant, on assiste alors à un phénomène de rétractation ou « retrait des argiles ». À long terme, cet aléa peut fissurer des maisons.
La commune est considérée moyennement exposé au retrait-gonflement des sols argileux. Cependant, ce phénomène n'est pas rare puisqu'on retrouve des sables à cailloutis constitués de marnes sableuses à la base du versant mollassique au nord de la ville. Ainsi que des alluvions et des cônes de déjection de cailloutis et de galets dans une matrice argileuse.

#### Sites industriels
Selon la base de données des anciens sites industriels et activités de services (BASIAS), la commune a accueilli trente-quatre sites industriels dans le passé.
Aucun site industriel polluant n'est présent à Sarrians d'après le registre des émissions polluantes de 2019.
La ville ne compte aucun sites pollués ou potentiellement pollués (BASOL).

#### Installations nucléaires
Aucune installation nucléaire n'est présente dans la commune, mais cinq sont recensées dans un rayon de 20 km. Quatre d'entre elles sont situées sur le site nucléaire de Marcoule à Bagnols-sur-Cèze : le réacteur de Phénix, fermé depuis 2010, mais toujours en cours de démantèlement, le laboratoire de recherche et développement Atalante, l'usine Melox qui fabrique de combustibles nucléaires et Centraco qui s'occupe du traitement des déchets radioactifs. Enfin, l'irradiateur Poseidon qui entrepose et irradie du Cobalt 60, un composant radioactif.

### Qualité de l'environnement

#### Qualité de l'eau
D'après le contrôle de l'Agence Régionale de Santé PACA réalisé en 2019, l'eau de Sarrians est conforme aux réglementations nationales. D'un point de vue bactériologique, sur les 19 prélèvements aucun ne semble indiquer la présence de bactéries pathogènes. La dureté de l'eau est quant à elle de 26,6°F en moyenne. Concernant les teneurs en nitrate, pesticide et fluor, un tableau récapitulatif est présent ci-dessous :
|                           | Nitrate  | Pesticide  | Fluor     |
| ------------------------- | -------- | ---------- | --------- |
| Nombre de prélèvements    | 6        | 4          | 4         |
| Teneur maximale autorisée | 50 mg/L  | 0,1 μg/L   | 1,5 mg/L  |
| Valeur maximale atteinte  | 7,7 mg/L | 0,014 µg/L | 0,12 mg/L |

#### Qualité des sols
La commune de Sarrians n'est ni considérée sites et sols pollués ou potentiellement pollués (Basol), ni catégorisée « secteur d'information sur les sols (SIS) ».

## Toponymie
Les noms attestés de la commune, Sarrianis (1016), Sarrianis castri (1023), Sarrianum Villam (1037) et Sarriano (1267) permettent de penser à une racine sar-ser ayant le sens de colline (lou serre en provençal) accolée à une seconde racine ria(is) signifiant rivière.

## Histoire

### Antiquité
La colonisation romaine a laissé des traces sur le territoire communal. Un bloc épigraphique a été retrouvé à la grange dénommée « Le Clos » où il se trouve encore sur place. Sur le site de la Bertrane ce sont des tombes à mobilier qui ont été exhumées avec des urnes. Tandis que de nombreuses médailles et monnaies antiques ont été retrouvées éparpillées.

### Moyen Âge
Au Xe siècle, Guillaume Ier, comte de Provence, très lié avec dom Mayeul, le 4e abbé de Cluny, désira fonder un monastère bénédictin pour y être enseveli. Il choisit une de ses terres, près de Piécard (Podium Aicardi), dit le Vieux Sarrians, et son vœu fut exaucé après sa mort en 992. Placé sous la protection de la Sainte-Croix, ce monastère eut le statut de prieuré dépendant de Saint-Saturnin-du-Port, grand prieuré de Cluny pour toute la basse Provence. Son prieur était seigneur de Sarrians et Piécard avec le titre de baron. Un premier castrum fut édifié en 1023. Cette même année se tint, à Saint-Privat, dont une ferme a conservé le nom un concile des « Trois Provinces » où participèrent archevêques et évêques du Dauphiné, du comté et du marquisat de Provence. Un second concile suivit, toujours à Saint-Privat, lorsqu'en 1037, l'archevêque Raimbaut d'Arles vint consacrer la prioriale Sainte-Croix avec les évêques de Gap, Sisteron, Vaison et Carpentras.
Le suzerain du marquisat de Provence (futur Comtat Venaissin) était le comte de Toulouse qui inféoda ce fief à Barral des Baux. Tout au cours de la période qui va suivre, les habitants délaissèrent, petit à petit, Piécard, pour s'établir autour du prieuré. Pourtant, en 1253, le prieur de Saint-Saturnin, rend encore hommage pour Sarrians et Piécard au comte de Toulouse. Il en est de même en 1269, où Bertrand des Baux, fils de Barral, est dit seigneur de Piécard.
En 1274, après la croisade contre les Albigeois, le marquisat étant revenu au Saint-Siège, Rostaing de Sainte-Jalle, le prieur de Saint-Saturnin-du-Port, esta contre Bertrand des Baux pour s'approprier sa part de seigneurie. Il y eut arbitrage en 1275 et une bulle de Grégoire X confirma que désormais le prieur clunisien restait seul baron de ce fief et que Bertrand était son feudataire.
En 1357, l’arrivée de L’Archiprêtre dans la région provoque une vague de constructions de fortifications. Dans un premier temps, Sarrians se limite à la fortification de l’église et de la maison claustrale comme refuges, en 1364, travaux financés par la levée d’un impôt du vingtième pour construire une maison forte et restaurer la prioriale. Quelques années plus tard, alors que le Comtat Venaissin était en permanence sous les menaces des Routiers débandés lors des trêves de la guerre de Cent Ans, il fut construit une enceinte garnie de tours et précédée de douves qui fut achevée en 1371,. Il en resta la « Tour de la Gache » jusqu'au milieu du XXe siècle. Ce fut cette même année que les derniers habitants délaissèrent Piécard et rejoignirent Sarrians.
Les premiers statuts de la commune lui furent octroyés en 1445. Ils accordaient une certaine indépendance puisque, en 1492, les Sarriannais purent édifier leur « Maison Commune » et bâtir une Halle aux grains.

### Période moderne
En dépit de ses fortifications, la cité fut assiégée et prise, en 1562, par le baron des Adrets et ses religionnaires. Une grande partie des habitants se réfugièrent à Carpentras.
En 1684, François Niccolini, le vice-légat d'Avignon autorisa que Sarrians ait désormais un statut de ville. L’année précédente, il avait déjà octroyé aux consuls le droit de porter le chaperon de velours. Ce changement de statut impliqua une réforme des précédents et les nouveaux furent définis en 1692.

### Révolution française
Alors qu'en France se développait la Révolution, le Comtat Venaissin était entré en ébullition. Il y eut des heurts entre les patriotes et les papistes, les premiers étaient partisans du rattachement à la France, les seconds désiraient rester sous le régime pontifical. L'armée des patriotes d'Avignon s'en alla donc assiéger Carpentras où s'étaient concentrés les papistes. Le 19 avril 1791, alors qu’elle campait à Sarrians, elle apprit que du château de Tourreau, qui se trouvait sur cette commune, allait partir une contre-attaque. Celui-ci fut pris, pillé et incendié.
En 1794, la commune changea de nom et décida qu'elle se nommerait désormais Marat.

### Période contemporaine
Sarrians fut dès 1940 une plaque tournante de la clandestinité et de la résistance (Front national, FTPF, AS), dont les deux principaux responsables, Albin Durand et Marius Bastidon furent tués en août 1944. Le 1er août 1944, la commune fut le théâtre d'un drame qui marque encore aujourd'hui les consciences des habitants. Les résistants, Albin Durand et Antoine Diouf, furent torturés et assassinés par un commando de collaborationnistes. Un autre résistant, Lucien Faraud, fut mortellement blessé le même jour par les Allemands et un habitant, Paul Roux, qui portait secours à un blessé a été tué. Cette date est officiellement commémorée chaque année.
La « tour de la Gache », seul vestige des fortifications du XIVe siècle, menaçait de s'écrouler et dut être démolie. D’autres vestiges des murailles de la ville sont visibles à partir de l’esplanade au dos de l’église. Ils comprennent une tour et des murs englobés dans les maisons.
La commune, riveraine de l'Ouvèze, fut l'une des plus touchées et sinistrées lors des catastrophiques inondations du 22 septembre 1992.

## Politique et administration

### Découpage territorial
La commune de Sarrians est membre de la Communauté d'agglomération Ventoux-Comtat Venaissin, un établissement public de coopération intercommunale (EPCI) dont le siège est à Carpentras. Depuis 2020, Jacqueline Bouyac (DVG) en est la présidente.
Sur le plan administratif, elle est rattachée à la région Provence-Alpes-Côte d'Azur dont le conseil régional, présidé par Renaud Muselier (LR), se situe à Marseille. Elle fait également partie du département de Vaucluse et, de ce fait, dépend du conseil départemental de Vaucluse, présidé par Dominique Santoni (LR), qui siège à Avignon. Finalement, Sarrians se trouve dans l'arrondissement de Carpentras où se trouve la sous-préfecture.
Pour les élections départementales, la commune dépend du canton de Monteux et, pour les élections législatives de la cinquième circonscription de Vaucluse.

### Élections municipales et communautaires
| Tête de liste | Tête de liste       | Suffrages | Pourcentage | CM | CC |
| ------------- | ------------------- | --------- | ----------- | -- | -- |
|               | Anne-Marie Bardet   | 1 073     | 50,73 %     | 22 | 3  |
|               | Alexandre Kormanyos | 1 042     | 49,26 %     | 7  | 1  |

#### Élections de 2020
Le conseil municipal de Sarrians, commune de plus de 1 000 habitants, est élu au scrutin proportionnel de liste à deux tours (sans aucune modification possible de la liste), pour un mandat de six ans renouvelable. Compte tenu de la population communale, le nombre de sièges à pourvoir lors des élections municipales de 2020 est de 29. Les 29 conseillers municipaux sont élus au premier tour avec un taux de participation de 47,45 %, se répartissant en vingt-deux issus de la liste conduite par Mme Anne-Marie Bardet (LR) et sept de la liste conduite par M. Alexandre Kormanyos (LDIV).
Dans les communes de 1 000 habitants et plus, les conseillers sont élus au suffrage direct à la fois pour un mandat de conseiller municipal et pour un mandat de conseiller communautaire. Les 4 sièges attribués à la commune au sein du Conseil de Communauté de la CoVe sont élus dès le premier tour : trois issus de la liste menée par Anne-Marie Bardet et un sur la liste menée par Alexandre Kormanyos.

### Tendances politiques et résultats
| Élections présidentielles, résultats des deuxièmes tours.                               | Élections présidentielles, résultats des deuxièmes tours. | Élections présidentielles, résultats des deuxièmes tours. | Élections présidentielles, résultats des deuxièmes tours. | Élections présidentielles, résultats des deuxièmes tours. | Élections présidentielles, résultats des deuxièmes tours. | Élections présidentielles, résultats des deuxièmes tours. | Élections présidentielles, résultats des deuxièmes tours. |
| Année                                                                                   | Élu                                                       | Élu                                                       | Élu                                                       | Battu                                                     | Battu                                                     | Battu                                                     | Participation                                             |
| --------------------------------------------------------------------------------------- | --------------------------------------------------------- | --------------------------------------------------------- | --------------------------------------------------------- | --------------------------------------------------------- | --------------------------------------------------------- | --------------------------------------------------------- | --------------------------------------------------------- |
| 2002                                                                                    | 62,63 %                                                   | Jacques Chirac                                            | RPR                                                       | 37,37 %                                                   | Jean-Marie Le Pen                                         | FN                                                        | 85,51 %                                                   |
| 2007                                                                                    | 65,31 %                                                   | Nicolas Sarkozy                                           | UMP                                                       | 34,69 %                                                   | Ségolène Royal                                            | PS                                                        | 84,40 %                                                   |
| 2012                                                                                    | 34,14 %                                                   | François Hollande                                         | PS                                                        | 65,86 %                                                   | Nicolas Sarkozy                                           | UMP                                                       | 80,85 %                                                   |
| 2017                                                                                    | 45,00 %                                                   | Emmanuel Macron                                           | EM                                                        | 55,00 %                                                   | Marine Le Pen                                             | FN                                                        | 74,95 %                                                   |
| Élections législatives, résultats des deux meilleurs scores du dernier tour de scrutin. |                                                           |                                                           |                                                           |                                                           |                                                           |                                                           |                                                           |
| Année                                                                                   | Élu                                                       | Élu                                                       | Élu                                                       | Battu                                                     | Battu                                                     | Battu                                                     | Participation                                             |
| 2002                                                                                    | 63,69 %                                                   | Jean-Michel Ferrand                                       | UMP                                                       | 36,31 %                                                   | Guy Macary                                                | FN                                                        | 57,13 %                                                   |
| 2007                                                                                    | 68,35 %                                                   | Jean-Michel Ferrand                                       | UMP                                                       | 31,65 %                                                   | Nadine Peris                                              | PS                                                        | 57,41 %                                                   |
| 2012                                                                                    | 62,88 %                                                   | Julien Aubert                                             | UMP                                                       | 37,12 %                                                   | Jean-François Lovisolo                                    | PS                                                        | 57,81 %                                                   |
| 2017                                                                                    | 59,11 %                                                   | Julien Aubert                                             | UMP                                                       | 40,89 %                                                   | Jean Viard                                                | EM                                                        | 37,23 %                                                   |
| Élections régionales, résultats des deux meilleurs scores.                              |                                                           |                                                           |                                                           |                                                           |                                                           |                                                           |                                                           |
| Année                                                                                   | Liste 1re                                                 | Liste 1re                                                 | Liste 1re                                                 | Liste 2e                                                  | Liste 2e                                                  | Liste 2e                                                  | Participation                                             |
| 2004                                                                                    | 38,94 %                                                   | Michel Vauzelle                                           | PS                                                        | 35,55 %                                                   | Guy Macary                                                | UMP                                                       | 67,28 %                                                   |
| 2010                                                                                    | 35,89 %                                                   | Jean-Marie Le Pen                                         | FN                                                        | 33,01 %                                                   | Michel Vauzelle                                           | PS                                                        | 53,38 %                                                   |
| 2015                                                                                    | 58,35 %                                                   | Marion Maréchal-Le Pen                                    | FN                                                        | 41,65 %                                                   | Christian Estrosi                                         | LR                                                        | 62,04 %                                                   |
| 2021                                                                                    | 44,55 %                                                   | Renaud Muselier                                           | LR                                                        | 55,45                                                     | Thierry Mariani                                           | RN                                                        | 34,38 %                                                   |
| Référendums.                                                                            |                                                           |                                                           |                                                           |                                                           |                                                           |                                                           |                                                           |
| Année                                                                                   | Oui (national)                                            | Oui (national)                                            | Oui (national)                                            | Non (national)                                            | Non (national)                                            | Non (national)                                            | Participation                                             |
| 1992                                                                                    | 33,09 % (51,04 %)                                         | 33,09 % (51,04 %)                                         | 33,09 % (51,04 %)                                         | 66,91 % (48,96 %)                                         | 66,91 % (48,96 %)                                         | 66,91 % (48,96 %)                                         | 75,84 %                                                   |
| 2000                                                                                    | 71,62 % (73,21 %)                                         | 71,62 % (73,21 %)                                         | 71,62 % (73,21 %)                                         | 28,38 % (26,79 %)                                         | 28,38 % (26,79 %)                                         | 28,38 % (26,79 %)                                         | 25,79 %                                                   |
| 2005                                                                                    | 30,85 % (45,33 %)                                         | 30,85 % (45,33 %)                                         | 30,85 % (45,33 %)                                         | 69,15 % (54,67 %)                                         | 69,15 % (54,67 %)                                         | 69,15 % (54,67 %)                                         | 69,99 %                                                   |

### Finances communales
La commune de Sarrians est enregistrée au répertoire des entreprises sous le code SIREN 218 401 222. Son activité est enregistrée sous le code APE 84.11Z, correspondant aux administrations publiques générales.
En 2019, le budget communal s'équilibrait à 7 762 000 € dont 6 287 000 € en section de fonctionnement et 1 475 000 € en investissement. La part d'impôts locaux dans les produits de fonctionnement s'établissait à 50,68 %, contre 43,71 % pour la strate de communes équivalente, avec des taux d'imposition fixés à 17,42 % pour la taxe d'habitation (y compris THLV), 23,59 % et 55,81 % pour la taxe foncière sur le bâti et le non-bâti. Par ailleurs l’encours de la dette communale s’établit à 618 €/habitant contre 828 €/habitant pour la strate.

### Jumelage
Au 9 août 2021, Sarrians est jumelée avec :
 Biebertal (Allemagne) depuis le 15 septembre 1968.
Tous les ans, Sarrians et Biebertal s'accueille tour à tour afin de renforcer les liens d'amitié entre les deux communes par le biais d'échanges culturels, sportifs et ludiques.

## Équipements et services publics

### Eau et déchets

#### Prélèvements en eau et usages
Sarrians est approvisionnée en eau potable par deux stations de pompage souterraine : les forages dit St-Jean et Le Plan, tous deux sur le territoire de la commune. En 2019, ils ont respectivement pompé 122 276 m3 et 192 298 m3 soit un volume total de 314 574 m3 seulement réservé à l'eau potable.
Par ailleurs, d'après le rapport de l'ARS réalisé en 2019, les eaux destinées à la consommation humaine sont 100% conformes d'un point de vue bactériologique et respectent toutes les teneurs réglementaires. En 2020, la qualité microbiologique de l'eau au robinet était de 100 %, la qualité physico-chimique de 95 %, et l'indice d'avancement de la protection de la ressource en eau de 80 %.
L'eau potable représente 52,3 % de l'usage total contre 47,7 % pour l'irrigation, soit un volume d'eau cumulé de 601 745 m3 en 2019. Sur le territoire sont présents quatorze ouvrages hydrauliques dont deux pour l'eau potable et douze pour l'irrigation. De plus, la ville est desservie sur 1 394 hectares par le canal de Carpentras.

#### Services en production et distribution d'eau potable, assainissement collectif, assainissement non collectif
L'assainissement collectif et la distribution d'eau potable étaient réalisés par la commune jusqu'en 2020, où les missions ont été confiées à la Communauté d'agglomération Comtat-Ventoux (COVE) tandis que l'assainissement non collectif est réalisé par le Syndicat des eaux Rhône-Ventoux.
L'assainissement collectif est réalisé à la station d'épuration de Sarrians.

#### Tarif de l'eau
En 2020, le prix de l'eau potable était de 1,35 €/m3 tandis que celui de l'assainissement collectif était de 2,26 €/m3 soit un tarif global de 3,64 €/m3 décomposé en 62,9 % pour l'assainissement collectif et 37,1 % pour l'eau potable.
Concernant l'assainissement individuel, le prix de contrôle était de 198,00 € en 2019.

#### Gestion des déchets
La collecte et le traitement des déchets sont une compétence de la communauté d'agglomération Comtat-Ventoux (COVE) depuis 1998. La collecte des ordures ménagères résiduelles, d'emballages, de papiers et de cartons est effectuée en porte-à-porte dans chaque commune tandis que le verre, le carton et le textile sont collectés en points d'apport volontaire. La collecte de textile est d'ailleurs déléguée au « Relais Provence ».
Un réseau de quatre déchèteries accueille les encombrants et autres déchets spécifiques (dont déchets dangereux). La plus proche pour les habitants de la commune de Sarrians est celle d'Aubignan, à égale distance de celle de Courthézon gérée par la Communauté de Communes du Pays Réuni d'Orange.
Deux installations d'élimination des déchets ménagers et assimilés sont présentes dans la ville de Loriol-du-Comtat : un service de transit et une plateforme de compostage, exploités par la COVE.

### Enseignement
La commune possède deux écoles maternelles Maternelle des P'tit Mousses et Les Sablons et deux écoles primaires Paul Cézanne et Marie Mauron. Ensuite les élèves sont dirigés vers le collège Alphonse Silve à Monteux (ayant un dispositif ULIS), puis le lycée Jean-Henri Fabre à Carpentras ou bien sur le lycée Victor Hugo qui se situe lui aussi à Carpentras. Il y a également la possibilité des lycées privés Marie Pila ou Les Chênes toujours Carpentras.

### Postes et télécommunications
La ville de Sarrians possède un bureau de poste de la société La Poste.
Les sociétés de télécommunications Orange et SFR sont engagées légalement à couvrir en fibre optique les zones moins denses (dites zones AMII, pour appel à manifestation d’intention d’investissement). Au mois d'août 2021, entre 50 % et 80 % de la commune est éligible à la fibre optique (1 763 locaux raccordables en FttH). Mais, Orange s'est engagé à rendre raccordables 100 % des logements ou locaux à usage professionnel d’ici à 2022.
Le département de Vaucluse a d'ailleurs fait du développement numérique un point très important à travers la création d'une délégation de service public dite « Vaucluse Numérique » qui a pour mission de mettre en place le haut et très haut débit sur le territoire. De plus, le département est engagé depuis 2019 dans un Agenda 21 dont les deux premiers objectifs sont : Développer le télétravail et Construire la transition numérique de Vaucluse.
Concernant les réseaux de téléphonie mobile, la ville est entièrement couverte en 4G par les quatre opérateurs classiques : Orange, SFR, Free Mobile et Bouygues Télécom. Tandis qu'en juin 2021, la 5G est disponible chez Free et Bouygues Télécom,.

### Santé
Le centre médical Jean Giono, présent depuis au moins 1996, compte aujourd'hui deux médecins généralistes. La ville compte aussi de nombreux professionnels de santé : six infirmières, quatre masseurs-kinésithérapeutes, deux chirurgiens-dentistes, un pédicure-podologue, deux diététiciennes, un ostéopathe, un psychomotricien ainsi que des orthophonistes et des psychologues. Il y a également deux pharmacies, un laboratoire d'analyses médicales et l'EHPAD public Anne de Ponte.
Le centre hospitalier de Carpentras, situé à une dizaine de kilomètres, regroupe médecine, gériatrie, maternité, gynécologie... D'autres établissements sont également présents dans le Pôle Santé : la Clinique Synergia Ventoux (chirurgie), un Centre d'Imagerie Médicale (radiologie, scanner, IRM), une annexe du Centre Hospitalier Montfavet Avignon (unité de psychiatrie), un Centre de Soins de Suite et de Réadaptation, et finalement une Association de Traitement de l'Insuffisance Rénale (dialyse et auto-dialyse).

### Justice, sécurité, secours et défense
Les juridictions d'ordre judiciaire de premier degré dont dépend la commune sont localisées à Carpentras (tribunaux d'instance, de grande instance, pour enfants), à Avignon (tribunal de commerce) et à Orange (conseil de prud'hommes). Les trois sont également des tribunaux paritaire des baux ruraux. Au second degré, la commune dépend de la cour d'appel de Nîmes. Les juridictions d'ordre administratif dont dépend la commune sont localisées à Nîmes pour le premier degré (tribunal administratif) et à Marseille pour le second degré (cour administrative d'appel).
En matière de sécurité publique, la commune se trouve dans la circonscription de la brigade de proximité de gendarmerie de Beaumes-de-Venise.
La caserne Jean-Luc Sagnes compte, en mars 2017, 25 pompiers volontaires, tandis que la ville compte quatre policiers municipaux.

## Population et société

### Démographie

#### Évolution démographique
L'évolution du nombre d'habitants est connue à travers les recensements de la population effectués dans la commune depuis 1793. Pour les communes de moins de 10 000 habitants, une enquête de recensement portant sur toute la population est réalisée tous les cinq ans, les populations de référence des années intermédiaires étant quant à elles estimées par interpolation ou extrapolation. Pour la commune, le premier recensement exhaustif entrant dans le cadre du nouveau dispositif a été réalisé en 2006.

En 2022, la commune comptait 5 834 habitants, en évolution de −2,21 % par rapport à 2016 (Vaucluse : +1,73 %, France hors Mayotte : +2,11 %).
| 1793  | 1800  | 1806  | 1821  | 1831  | 1836  | 1841  | 1846  | 1851  |
| ----- | ----- | ----- | ----- | ----- | ----- | ----- | ----- | ----- |
| 1 943 | 1 901 | 2 082 | 2 497 | 2 625 | 2 655 | 2 730 | 2 876 | 3 026 |

| 1856  | 1861  | 1866  | 1872  | 1876  | 1881  | 1886  | 1891  | 1896  |
| ----- | ----- | ----- | ----- | ----- | ----- | ----- | ----- | ----- |
| 3 078 | 3 122 | 3 064 | 3 010 | 2 724 | 2 480 | 2 517 | 2 451 | 2 660 |

| 1901  | 1906  | 1911  | 1921  | 1926  | 1931  | 1936  | 1946  | 1954  |
| ----- | ----- | ----- | ----- | ----- | ----- | ----- | ----- | ----- |
| 2 590 | 2 591 | 2 600 | 2 358 | 2 389 | 2 406 | 2 717 | 2 816 | 3 002 |

| 1962  | 1968  | 1975  | 1982  | 1990  | 1999  | 2006  | 2011  | 2016  |
| ----- | ----- | ----- | ----- | ----- | ----- | ----- | ----- | ----- |
| 3 301 | 3 554 | 4 052 | 5 030 | 5 094 | 5 459 | 5 679 | 5 837 | 5 966 |

| 2021  | 2022  | - | - | - | - | - | - | - |
| ----- | ----- | - | - | - | - | - | - | - |
| 5 932 | 5 834 | - | - | - | - | - | - | - |

#### Pyramide des âges
En 2018, le taux de personnes d'un âge inférieur à 30 ans s'élève à 35,4 %, soit au-dessus de la moyenne départementale (33,6 %). À l'inverse, le taux de personnes d'âge supérieur à 60 ans est de 26,3 % la même année, alors qu'il est de 28,4 % au niveau départemental.
En 2018, la commune comptait 2 989 hommes pour 3 099 femmes, soit un taux de 50,90 % de femmes, légèrement inférieur au taux départemental (52,03 %).
Les pyramides des âges de la commune et du département s'établissent comme suit.
| Hommes | Classe d’âge | Femmes |
| ------ | ------------ | ------ |
| 0,6    | 90 ou +      | 2,1    |
| 6,6    | 75-89 ans    | 9,8    |
| 17,3   | 60-74 ans    | 16,1   |
| 20,8   | 45-59 ans    | 19,7   |
| 17,4   | 30-44 ans    | 18,8   |
| 16,8   | 15-29 ans    | 15,8   |
| 20,5   | 0-14 ans     | 17,7   |

| Hommes | Classe d’âge | Femmes |
| ------ | ------------ | ------ |
| 0,8    | 90 ou +      | 1,9    |
| 8,3    | 75-89 ans    | 10,6   |
| 18,1   | 60-74 ans    | 19,1   |
| 20,3   | 45-59 ans    | 19,9   |
| 17,6   | 30-44 ans    | 17,6   |
| 16,1   | 15-29 ans    | 14,4   |
| 18,9   | 0-14 ans     | 16,4   |

### Sports et loisirs
La commune met à disposition plusieurs équipements sportifs libres : skate-park, city-park et terrain de basket.
Il y a également de nombreuses associations sportives dont la boule cassée et la boule sarriannaise pour la pétanque et le club de la comete sportive pour le football. Le centre de culture et loisirs de la ville accueille également le club ASKR Karaté (karaté, body-karaté et krav-maga) et le club de judo jujitsu « JITA KYOEI »,. La maison des sports "Les Dentelles", ouvert en septembre 2019,, propose différents sports tels que le handball, le badminton, le ping-pong en loisir et le yoga Vinyasa (yoga dynamique). Un club de tennis est également présent dans la commune avec trois terrains en béton caverneux. La pêche est également pratiquée comme loisir par l'Amicale des pêcheurs de Sarrians et de manière plus compétitive pour l'association « Pêche compétition »,. Cependant, le lac de la Sainte-Croix est un parcours « capturer - relâcher » jusqu'au 31 décembre 2021 selon un arrêté préfectoral.
Enfin, la commune est connue pour son club et sa piste de BMX Race ayant accueilli, à plusieurs reprises, des compétitions importantes, notamment le championnat d'Europe 2019 les coupes de France et d'Europe 2021 et les championnats de France 2021. La piste du BMX Club a également été labellisé « Centre de Préparation aux Jeux » par le Comité d'Organisation des Jeux Olympiques Paris 2024. Sarrians est aujourd'hui une ville incontournable du BMX accueillant sur sa piste les meilleurs pilotes de la planète autant pour les compétitions que pour les entraînements. En décembre 2022 Union cycliste internationale dévoile le calendrier 2023 de la Coupe du Monde et désigne Sarrians pour accueillir deux manches les 23 et 24 septembre. Cette compétition sera qualificative pour les Jeux olympiques d'été de 2024

### Cultes
La commune possède un lieu de culte catholique, l'église Saint-Pierre et Saint-Paul (paroisse de Sarrians), rattaché au doyenné de Carpentras et à l'archidiocèse d'Avignon.
Concernant les autres religions, la ville de Carpentras regroupe plusieurs mosquées, une synagogue ainsi que l'église protestante Orange-Carpentras.

### Médias

#### Presse
Les sarriannais sont informés par le journal de presse quotidienne régionale La Provence né de la fusion du Provençal et du Méridional. Et départementalement, le Vaucluse Matin (édition locale du Dauphiné libéré) est disponible dans la ville.

#### Radio
Plusieurs radios locales sont recevables dans la commune :
- MIX (89.5 FM) : radio étudiante d'Orange[141] ;
- FlyFM (89.9 FM) : radio locale indépendante des Sorgues et du Comtat[142] ;
- RAJE (90.3 FM) : radio créé en 1998 par un groupe d'étudiants à Avignon[143] ;
- Radio Zinzine (92.7 FM) : radio associative non commerciale autogérée et anarchiste;
- Comète FM (96.4 FM) : radio associative[144] ;
- RTV FM (102.2 FM) : « radio de communication sociale et de proximité »[145] ;
- ZAP FM (104.9 FM) : radio associative[146].

#### Télévision
La commune de Sarrians reçoit la chaîne de télévision régionale France 3 Provence-Alpes-Côte d'Azur avec l'antenne France 3 Provence-Alpes.

## Économie

### Industrie
Pendant toute la seconde moitié du XXe siècle, la commune accueillait des industries de transformation et de conserves de tomates. L'ensemble de celles-ci sont actuellement fermées[réf. souhaitée].

### Agriculture
Au XIXe siècle, les agriculteurs cultivaient garance, céréales, vers à soie et fourrages. Actuellement en plaine, ils se sont spécialisés sur la culture extensive du blé et la production de primeurs (fruits et légumes). La commune de Sarrians appartient à la région agricole du Comtat Venaissin, la ville, dans laquelle on retrouve des garrigues viticoles, est d'ailleurs comprise dans la région de la vallée du Rhône dont l'AOC est Vacqueyras.

### Tourisme
Située dans la plaine du Comtat Venaissin, avec sa situation à proximité d'Avignon et de son riche patrimoine, de Carpentras et du mont Ventoux, la commune voit le tourisme occuper directement ou indirectement une place non négligeable de son économie[réf. souhaitée].
Pour loger ses touristes, Sarrians dispose d'un camping municipal classé deux étoiles, de chambres d’hôtes ainsi que de locations de vacances.
Sarrians reçoit en 2019, le label « Terre de Cyclisme » par la Fédération française de cyclisme pour son engagement envers le sport cycliste (Via Venaissia, piste de BMX, etc.).

### Revenus de la population et fiscalité
Les indicateurs de revenus et de fiscalité à Sarrians et dans l'ensemble du département de Vaucluse en 2018 sont présentés ci-dessous.
|                                                                   | Sarrians | Vaucluse |
| ----------------------------------------------------------------- | -------- | -------- |
| Nombre de ménages fiscaux                                         | 2 412    | 243 565  |
| Nombre de personnes dans les ménages fiscaux                      | 5 856    | 558 215  |
| Médiane du revenu disponible par unité de consommation (en euros) | 20 380   | 19 880   |
| Part des ménages fiscaux imposés                                  | 44 %     | 44,9 %   |

### en  2023, la population âgée de 15 à64 anss'élevait à3 706 personnes, parmi lesquelles on comptait 75,5% d'actifs dont 64,0% ayant un emploi et 11,5% de chômeurs[I 10].
On comptait 1 779 emplois dans la zone d'emploi, contre 1 915 en 2008. Le nombre d'actifs ayant un emploi résidant dans la zone d'emploi étant de 2 410, l'indicateur de concentration d'emploi est de 73,8 %.
|                                                              | Sarrians | Sarrians | Sarrians | Sarrians | Vaucluse | Vaucluse | Vaucluse | Vaucluse | Région PACA | Région PACA | Région PACA | Région PACA |
|                                                              | 2013     | 2013     | 2018     | 2018     | 2013     | 2013     | 2018     | 2018     | 2013        | 2013        | 2018        | 2018        |
|                                                              | Nombre   | %        | Nombre   | %        | Nombre   | %        | Nombre   | %        | Nombre      | %           | Nombre      | %           |
| ------------------------------------------------------------ | -------- | -------- | -------- | -------- | -------- | -------- | -------- | -------- | ----------- | ----------- | ----------- | ----------- |
| Agriculture                                                  | 458      | 23,3     | 469      | 26,3     | 10 211   | 4,8      | 10 311   | 4,8      | 33 995      | 1,8         | 32 968      | 1,7         |
| Industrie                                                    | 176      | 8,9      | 138      | 7,7      | 21 571   | 10       | 20 358   | 9,5      | 164 316     | 8,7         | 159 197     | 8,3         |
| Construction                                                 | 260      | 13,2     | 198      | 11,1     | 16 963   | 7,9      | 15 301   | 7,1      | 139 490     | 7,4         | 131 465     | 6,9         |
| Commerce, transports, services divers                        | 621      | 31,5     | 643      | 36,1     | 97 854   | 45,6     | 100 694  | 46,9     | 905 297     | 47,9        | 929 375     | 48,4        |
| Administration publique, enseignement, santé, action sociale | 455      | 23,1     | 335      | 18,8     | 68 040   | 31,7     | 68 181   | 31,7     | 645 969     | 34,2        | 665 445     | 34,7        |
| Ensemble                                                     | 1 971    | 100      | 1 783    | 100      | 214 639  | 100      | 214 844  | 100      | 1 889 068   | 100         | 1 918 449   | 100         |

## Culture locale et patrimoine

### Lieux et monuments
- Restes de remparts[151].

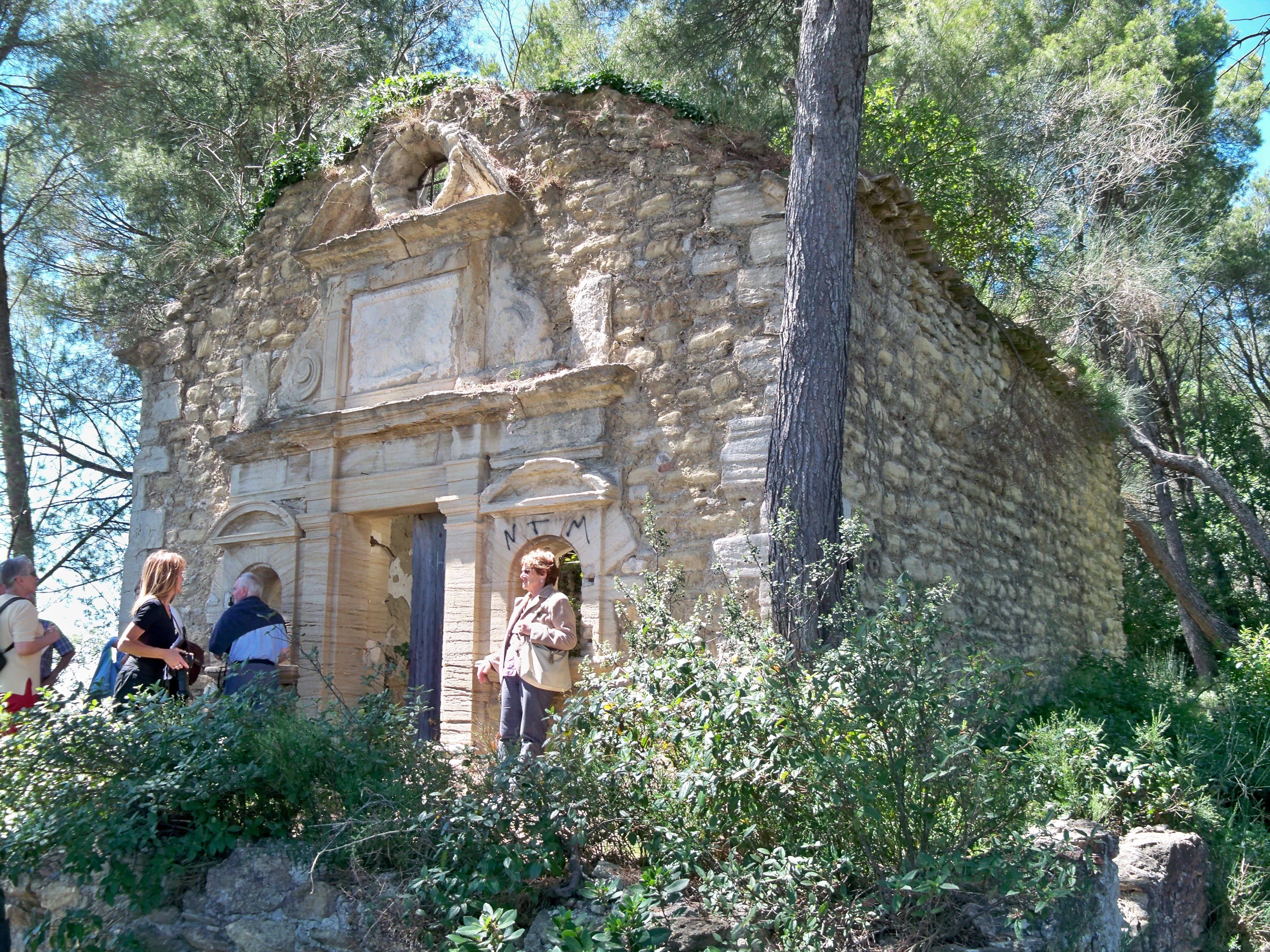
Chapelle Saint Joseph et les 3 rois de Sarrians

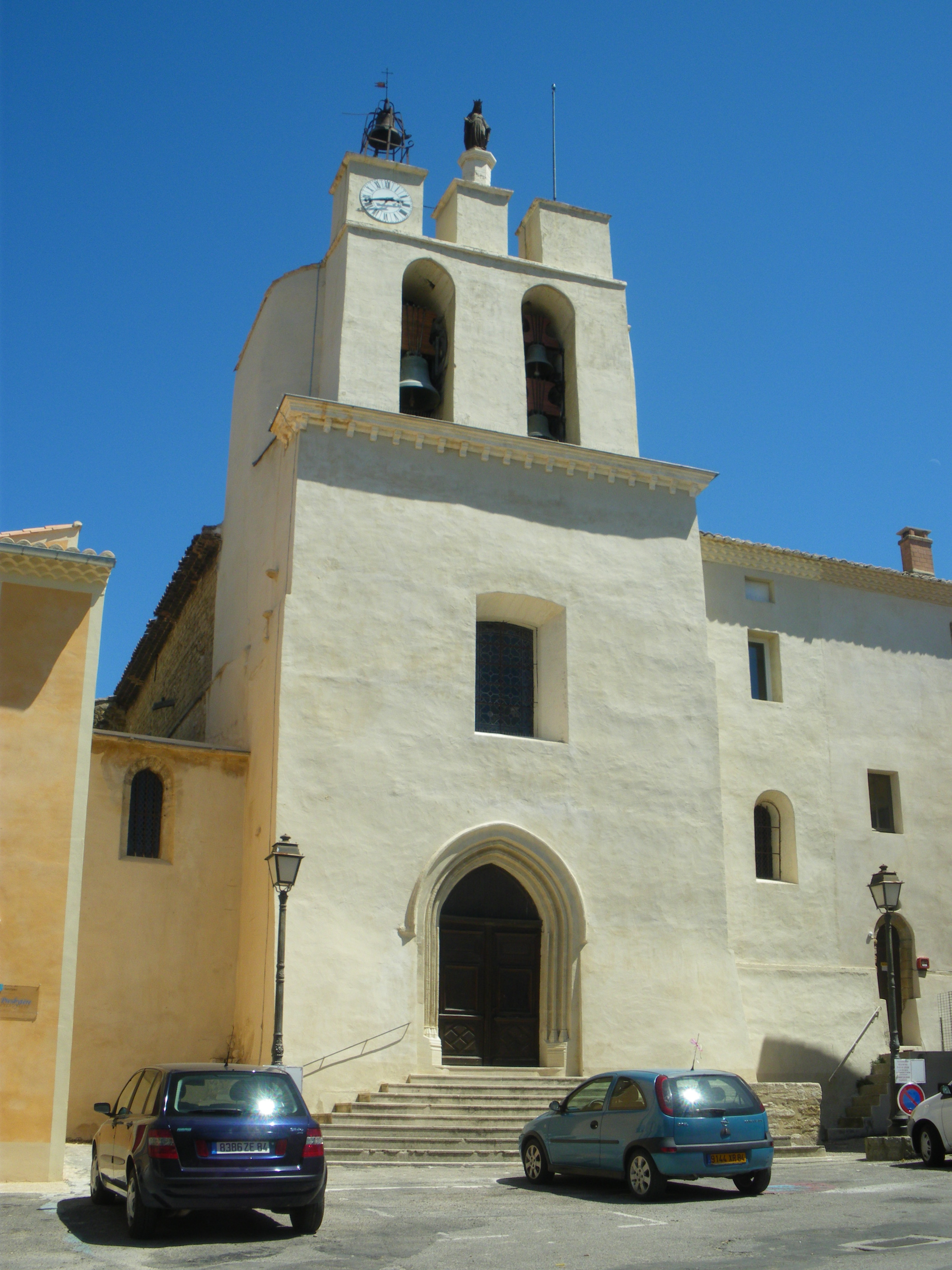
Église Saint-Pierre-et-Paul

- Église Saint-Pierre-et-Saint-Paul et sa surprenante coupole sur trompes[152],
- Château de Tourreau (XVIIIe siècle, à l'ouest du bourg[153].
- Château Brunelly (XVe siècle),
- Milord (fin XVIIe siècle),
- Château de Verclos,
- Plusieurs chapelles rurales.
- ancienne Gare de Sarrians - Montmirail

### Personnalités liées à la commune
- Anne-Caroline Chausson, bicross, médaillée d'or aux jeux de Pékin[154].

### Héraldique
| Blason de Sarrians | Les armes peuvent se blasonner ainsi : D'azur à deux clefs d'or passées en sautoir accompagnées en chef d'une tour donjonnée d'or, ouverte du champ, ajourée et maçonnée de sable |